# 阿尔希塔斯陨石坑
阿尔希塔斯陨石坑（Archytas）是位于月球正面冷海北岸的一座撞击坑，约形成于32-11亿年前的爱拉托逊纪，其名称取自古希腊毕达哥拉斯派哲学家、数学家、乐理学家、行政长官暨政治家"阿尔希塔斯"(约公元前428年-公元前347年)，1935年被国际天文学联合会正式批准接受。

## 描述

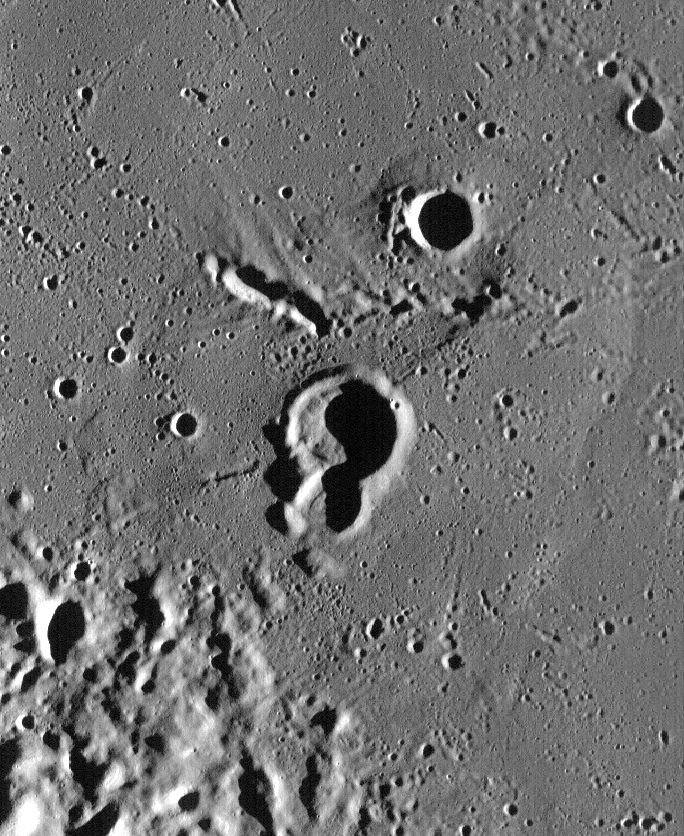
阿尔希塔斯陨石坑西南的盾状火山及卫星坑"阿尔希塔斯 G"，月球勘测轨道飞行器拍摄，图像宽度45公里。

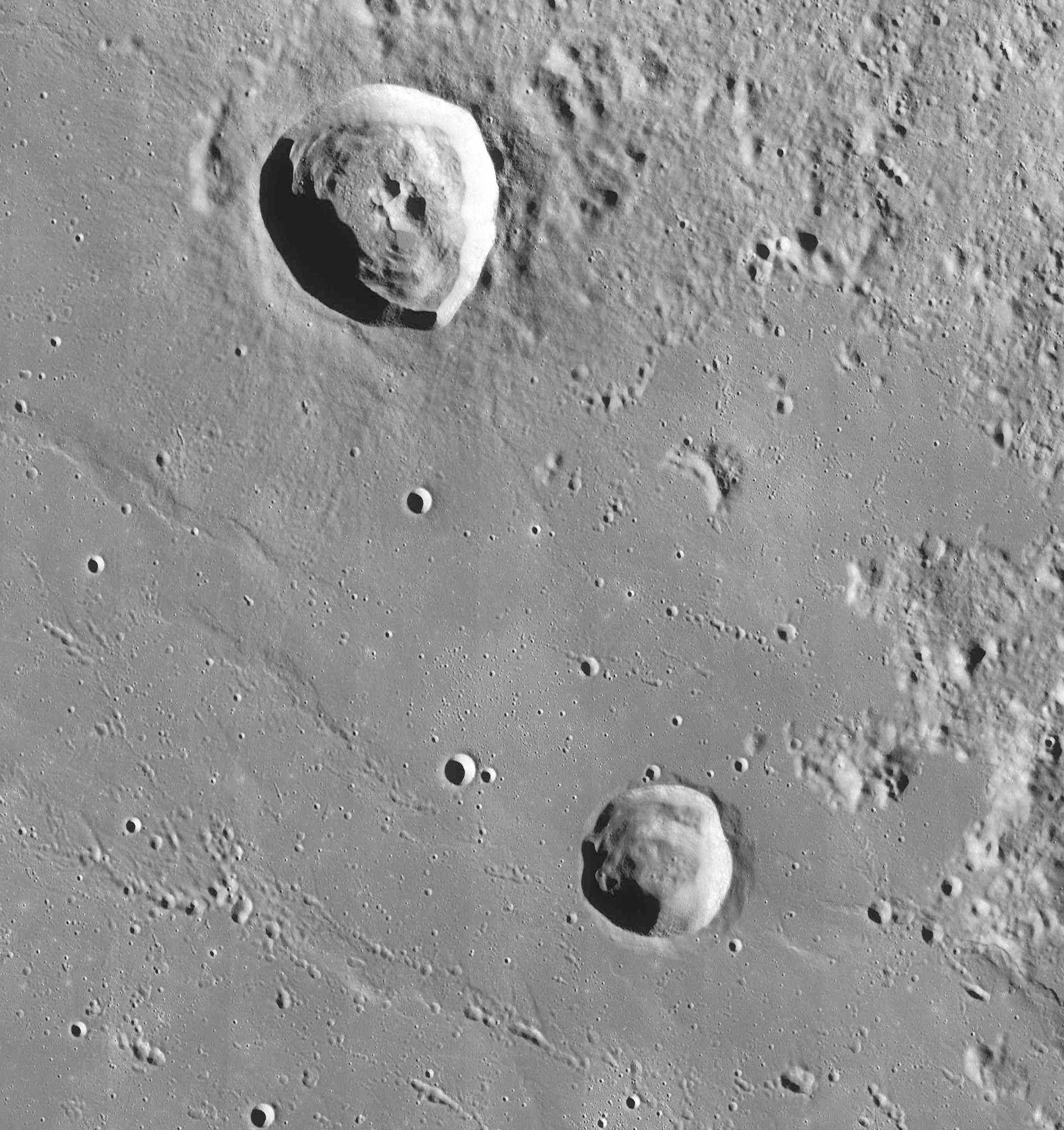
阿尔希塔斯陨石坑(左上)和普罗泰戈拉陨石坑(右下)，月球勘测轨道飞行器拍摄。

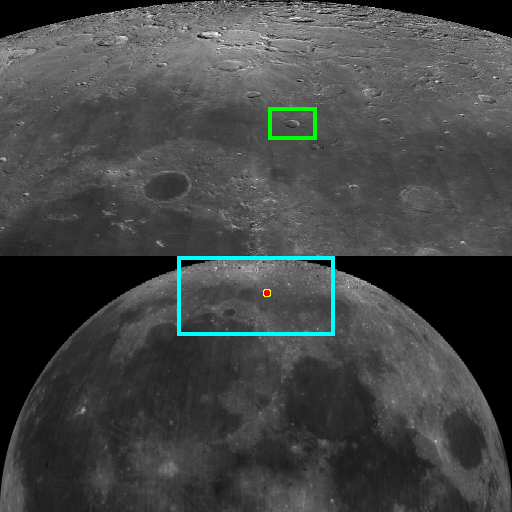
阿尔希塔斯陨石坑在月球上的位置

该陨坑突入进冷海北侧边缘内，西北毗邻大小类似的蒂迈欧陨石坑、北面坐落了巨大的威·邦德环形山、而更小的普罗泰戈拉陨石坑正对着它的东南方，往西南，位于月海对面则是坑底黝黑的柏拉图陨石坑。
该陨坑中心月面坐标为58°52′N 4°59′E / 58.87°N 4.99°E，直径31.95公里，深度约2.05公里。
阿尔希塔斯陨石坑外观几乎呈圆状，东南侧略微外突，壁顶边沿尖峭，受后续撞击侵蚀度较小，沿东侧壁绵延着一道巨大的山脉。该陨坑坑壁最大高出周边地形940米，内部容积约711公里3。坑内地表崎岖不平，沿内壁坡底分布有一圈坍塌堆积层，坑底中心点偏东矗立有二座高约680米的中央峰。
阿尔希塔斯陨石坑南面周边地表因覆盖了月海形成时漫溢的熔岩流而相对平坦，但北侧和东北部地区则较为崎岖。位于阿尔希塔斯陨石坑西北的卫星坑"阿尔希塔斯 B"，沿冷海边缘形成了一座被熔岩掩没的月湾。
阿尔希塔斯陨石坑西南坐落了一座底部直径30-40公里、高70米的盾状火山，该月丘现被指名为"Ar1"，仅在阳光低照时，才可被看到。月丘顶部中央坐落了一座小卫星坑"阿尔希塔斯 G"，该陨坑南面连接了一座小无名坑，在月丘的西北坡嵌入有一串小次生坑链。

## 卫星陨石坑
按惯例，最靠近阿尔希塔斯陨石坑的卫星坑将在月图上以字母标注在它的中心点旁边。

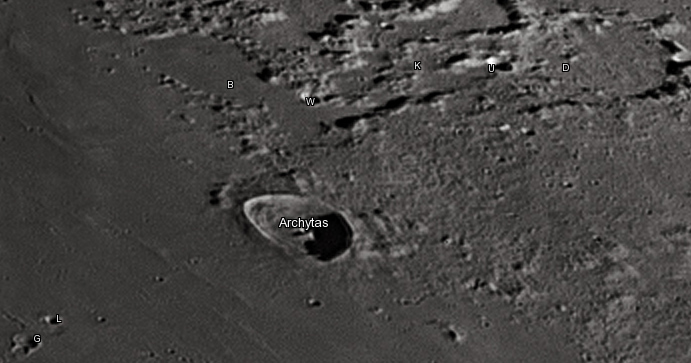
卫星坑图

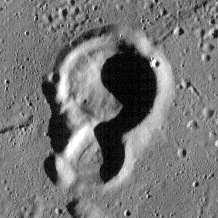
月球勘测轨道飞行器拍摄的卫星坑"阿尔希塔斯 G"(顶部)

| 阿尔希塔斯 | 纬度    | 经度    | 直径    |
| ---------- | ------- | ------- | ------- |
| B          | 61.3° N | 3.2° E  | 36 公里 |
| D          | 63.5° N | 11.8° E | 43 公里 |
| G          | 55.6° N | 0.5° E  | 7 公里  |
| K          | 62.6° N | 7.7° E  | 15 公里 |
| L          | 56.2° N | 0.9° E  | 5 公里  |
| U          | 62.8° N | 9.2° E  | 8 公里  |
| W          | 61.2° N | 5.2° E  | 6 公里  |

## 参引资料
1. ↑  .   [2017-02-22]. （原始内容存档于2018-05-30）.
2. ↑   (PDF).   [2017-02-22]. （原始内容存档 (PDF)于2013-06-05）.
3. ↑  .   [2017-02-22]. （原始内容存档于2018-03-04）.
4. 1 2 3 4  Lunar Impact Crater Database
5. ↑   (PDF).   [2017-02-22]. （原始内容存档 (PDF)于2020-11-27）.

## 另请参阅
- Andersson, L. E.; Whitaker, E. A. . NASA RP-1097. 1982.
- Blue, Jennifer. . USGS. July 25, 2007  [2007-08-05]. （原始内容存档于2012-04-12）.
- Bussey, B.; Spudis, P. . New York: Cambridge University Press. 2004. ISBN 978-0-521-81528-4.
- Cocks, Elijah E.; Cocks, Josiah C. . Tudor Publishers. 1995. ISBN 978-0-936389-27-1.
- McDowell, Jonathan. . Jonathan's Space Report. July 15, 2007  [2007-10-24]. （原始内容存档于2012-02-08）.
- Menzel, D. H.; Minnaert, M.; Levin, B.; Dollfus, A.; Bell, B. . Space Science Reviews. 1971, 12 (2): 136–186. Bibcode:1971SSRv...12..136M. doi:10.1007/BF00171763.
- Moore, Patrick. . Sterling Publishing Co. 2001. ISBN 978-0-304-35469-6.
- Price, Fred W. . Cambridge University Press. 1988. ISBN 978-0-521-33500-3.
- Rükl, Antonín. . Kalmbach Books. 1990. ISBN 978-0-913135-17-4.
- Webb, Rev. T. W.  6th revised. Dover. 1962. ISBN 978-0-486-20917-3.
- Whitaker, Ewen A. . Cambridge University Press. 1999. ISBN 978-0-521-62248-6.
- Wlasuk, Peter T. . Springer. 2000. ISBN 978-1-85233-193-1.